# Lauretum
El Lauretum és la zona fitoclimàtica més càlida dins l'esquema de classificació de zones fitoclimàtiques de Mayr-Pavari i pren el seu nom del llorer, Laurus nobilis,. Aquesta zona en climes mediterranis s'estén des de la zona litoral fins a la muntanya mitjana baixa amb una altitud màxima que va davallant a mesura que augmenta la latitud.
Aquesta zona està subdividida en tres tipus, corresponents als diferents règims pluviomètrics: el primer tipus és el que té pluges distribuïdes de manera uniforme al llarg de l'any, el segons tipus té secada a l'estiu, el tercer tipus no té secada a l'estiu.

Una segona subdivisió, combinada amb la primera, individualitza tres subzones, sobre la base del règim tèrmic:
| Lauretum |                      |                      |          |          |          |
| Lauretum | Paràmetres climàtics | Paràmetres climàtics | Subzones | Subzones | Subzones |
| Lauretum | Paràmetres climàtics | Paràmetres climàtics | Càlida   | Mitjana  | Freda    |
| -------- | -------------------- | -------------------- | -------- | -------- | -------- |
| Lauretum | Temperatura mitjana  | de l'any             | 15-23 °C | 14-18 °C | 12-17 °C |
| Lauretum | Temperatura mitjana  | dels mesos més freds | > 7 °C   | > 5 °C   | > 5 °C   |
| Lauretum | Temperatura mitjana  | de les mínimes       | > −4 °C  | > −7 °C  | > −9 °C  |

## Subzona càlida delLauretum
En el Lauretum càlid del segon tipus (amb secada estival) hi vegeten totes les espècies termòfiles i sobretot termoxeròfiles típiques de l'Oleo-ceratonion i e la Macchia mediterranea i, en menor mesura dels bosc mediterrani perennifoli.
Entre les plantes arbòries d'aquest subzona s'hi trobene:
- Latifòlies: surera, alzina, garrofer, ullastre.
- Coníferes: pi ver, pi blanc, pi marítim, tots els Cupressus, i els ginebres termòfils (Juniperus macrocarpa, càdec, Juniperus phoenicea).

Prop dels corrents d'aigua hi poden vegetar Quercus cerris, pollancres, oms, freixes i d'altres i esporàdicament, verns, i salzes
Entre les espècies arbustives són gairebé exclusives d'aquesta zona el baladre, el margalló, i el Cistus monspeliensis.
Entre les plantes exòtiques,alguna d'elles naturalitzada, es troben els Eucalyptus, la figuera, diverses palmeres (Phoenix canariensis i palmera datilera), el ricí.
Pel que fa a l'agricultura el Lauretum càlid és la zona per excel·lència del cultiu dels cítrics, de l'olivera, de la Figuera. La carxofa es cultiva en règim forçat per a obtenir carxofes durant la tardor. Al sud del País valencià s'hi pot conrear el cotó. En aquesta zona càlida alguns anys hi pot haver una manca d'acumulació de fred hivernal per algunes espècies de fruiters com el cirerer o la pomera.

## Lauretumde les zones de turons
El límit altitudinal d'aquesta subzona està estretament lligat amb la latitud. En moltes zones s'alterna amb la zona fitoclimàtica del Castanetum segons la morfologia del territori.
Respecte al clima aquesta subzona es caracteritza per temperatures mitjanes més baixes respecte a la subzona càlida
En l'agricultura les diferències respecte al Lauretum càlid són més evidents: el cultiu dels cítrics és esporàdic i l'olivera és menys freqüent. En particular en aquesta zona és difícil trobar oliveres d'una certa edat que no hagin estat afectades per una glaçada. La vinya, en aquesta subzona, es troba en les condicions ideals per a produir en quantitat i qualitat.

## Subzona freda delLauretumdel primer tipus
A Itàlia aquesta subzona, amb pluja força uniforme al llarg de l'any, es troba a la Riviera ligure di levante i alguna estació disjunta en els grans llacs prealpins especialment en el Llac de Garda i el Llac d'Iseo.
Aquesta subzona mostra moltes analogies amb Castanetum càlid del segon tipus. També té elements típics del Lauretum i introducció artificial d'espècies exòtiques d'ambients càlids.
En agricultura es troba en el límit extrem del cultiu de les oliveres.